# 긴급구조 119
《긴급구조 119》(Fire & Emergency Service)는 KBS에서 방송되었던 시사교양 프로그램이다.

## 기획 의도
이 프로그램이 특징으로서 목숨을 담보로 하는 119 소방공무원들의 투철한 직업 의식으로 인해 새 삶을 찾은 사람들이 애환을 그린 시사교양 프로그램이다.

## 역사
1994년 10월 첫 방송되었으며, KBS 1TV 화요일 저녁 시간대에 편성되었다. 내레이션은 1회에 이정구가 맡았으나, 2회부터는 김종성이 내레이션을 맡아 평균 시청률 20% 내외를 기록하는 기염을 토하면서 대중의 큰 호응을 얻었다.
1997년 봄 개편에 따라 수요일로 변경되었으며, MC 체제를 도입해 배우 선우재덕이 진행을 맡았다.
1998년 2월 KBS 2TV로 채널을 옮기며, 같은해 5월 김홍성 아나운서가 진행을 맡았으나, 개편 직후 시청률은 점차 하락했다. 같은 해 가을 개편을 통해 방송 시간이 일요일 저녁으로 조정되었으며, 이와 함께 스튜디오 세트와 방송 포맷에도 변화가 이루어졌다. 이 시기에는 손범수 아나운서와 정세진 아나운서가 공동 진행을 맡았다. 이러한 변화는 프로그램의 리얼리티를 강화하고 시청자와의 소통을 증진시키기 위한 목적에서 비롯된 것으로, 재난 상황의 긴박감을 보다 효과적으로 전달하고 시각적 요소를 강조하는 데 중점을 두었다. 그러나 시청률 부진이 계속되면서 이후 개편을 통해 스튜디오 세트가 폐지되었다.
1999년 5월 개편에 따라 당초 편성되었던 KBS 1TV로 채널을 환원하고, 일요일 저녁 6시로 방송 시간이 조정되었으며, 방송 시간은 30분 분량으로 축소되었다. MC 체제로 완전히 사라졌고, 같은해 7월 재연 촬영 도중 헬기 추락 사고가 발생하였고, 이후 안전사고 문제가 지속적으로 제기되면서 시청자들로부터 거센 비난을 받았다. 1999년 가을 개편에 따라, 같은 해 10월 10일 방송을 끝으로 종영하였다.
2003년 5월 개편에 따라, 3년 8개월 만에 다시 방송을 재개했으나, KBS 2TV로 화요일 저녁 시간대 편성으로 낮은 시청률과 화제성 부족에 시달렸고, 결국 5개월 만에 종영되었다. 이로써 《긴급구조 119》는 완전히 역사 속으로 사라지게 되었다.

## 방송 시간
| 방송 채널 | 방송 기간                           | 방송 시간                            |
| --------- | ----------------------------------- | ------------------------------------ |
| KBS 1TV   | 1994년 10월 18일 ~ 1997년 5월 13일  | 매주 화요일 저녁 7시 35분 ~ 8시 30분 |
| KBS 1TV   | 1997년 6월 4일 ~ 1998년 2월 11일    | 매주 수요일 저녁 7시 35분 ~ 8시 30분 |
| KBS 1TV   | 1999년 5월 2일 ~ 1999년 10월 10일   | 매주 일요일 저녁 6시 ~ 6시 30분      |
| KBS 2TV   | 1998년 2월 17일 ~ 1998년 6월 9일    | 매주 화요일 저녁 7시 20분 ~ 8시 20분 |
| KBS 2TV   | 1998년 6월 17일 ~ 1998년 10월 7일   | 매주 수요일 저녁 7시 25분 ~ 8시 25분 |
| KBS 2TV   | 1998년 10월 18일 ~ 1998년 12월 20일 | 매주 일요일 오후 5시 55분 ~ 6시 50분 |
| KBS 2TV   | 1999년 1월 10일 ~ 1999년 5월 2일    | 매주 일요일 오후 5시 50분 ~ 6시 40분 |
| KBS 2TV   | 2003년 5월 27일 ~ 2003년 10월 28일  | 매주 화요일 저녁 7시 ~ 8시           |

## 내레이션
- 이정구 : 1994년 10월 18일, 1998년 7월 22일 ~ 1998년 10월 7일
- 김종성 : 1994년 10월 25일 ~ 1998년 7월 15일, 1999년 5월 9일 ~ 1999년 10월 10일
- 김정애
- 박기량
- 문선희
- 강희선
- 故 엄주환
- 홍시호
- 양지운
- 안지환
- 홍소연

## 진행자
| 대수 | 진행자        | 진행 기간                         |
| ---- | ------------- | --------------------------------- |
| 1대  | 선우재덕      | 1997년 6월 4일 ~ 1998년 4월 28일  |
| 2대  | 김홍성        | 1998년 5월 12일 ~ 1998년 10월 7일 |
| 3대  | 손범수 정세진 | 1998년 10월 18일 ~ 1999년 5월 2일 |

## 연출가 (PD)
- 고영규
- 김규태
- 김영국 (전 KBS 방송본부장으로 활동하였으며, 현재 KT스카이라이프 대표이사 사장으로 활동 중이다.)
- 박상조
- 박현민
- 박흥영
- 신호균
- 심광흠
- 안홍수
- 안희구
- 양희섭 (전 KBS 전주방송총국 국장으로 활동하였다.)
- 오필훈
- 우종택 (전 KBS 미디어 대표이사로 활동하였다.)
- 유경탁
- 윤태호
- 이재혁
- 이태현 (전 KBS 콘텐츠사업국장으로 활동하였다.)
- 전우성
- 주인식
- 최석순
- 함형진 (전 KBS 전주방송총국 국장으로 활동하였다.)

## 출연 배우
- 고진명
- 구중림
- 고태산
- 김광인
- 김덕현
- 김미라
- 김병만
- 김영민
- 김종현
- 김홍수
- 문경민
- 박준형
- 방형주
- 배중식
- 봉두개
- 권관오
- 성인자
- 신원균
- 신준영
- 오세영
- 원종선
- 유인석
- 윤갑수
- 김준배
- 이범우
- 이성호
- 이원종
- 이진목
- 이현
- 전무송
- 전제혁
- 최돈규
- 홍승모
- 공재원
- 전해룡
- 최윤준
- 정종현
- 주부진
- 신신범
- 염정구
- 최성웅
- 백민
- 유재익
- 단강호
- 최재민
- 김영
- 이태리
- 한춘일
- 지대한
- 차영옥
- 최민금
- 최효상
- 고인범
- 정진수
- 한민관
- 황보혜정
- 김성은
- 김성민
- 김택훈
- 안귀녀
- 이현주

## 편성 변경 및 결방 사유
1995년
- 2월 21일 : 제3회 다이너스티컵 축구 (대한민국 VS 일본) 중계방송으로 인한 결방.
- 6월 27일 : 제1회 전국동시지방선거 개표방송으로 인한 결방.
- 7월 4일 : 삼풍백화점 붕괴 사고 여파로 인해 KBS 스포츠 `95 프로야구 (LG VS OB) 중계방송으로 인한 결방.
- 8월 15일 : 광복 50주년 축전 음악회 <한국 음악인 대향연> 편성으로 인한 결방.
- 10월 10일 : KBS 스포츠 `95 프로야구 플레이오프 (LG VS 롯데) 6차전 중계방송으로 인한 결방.

1996년
- 7월 23일 : KBS 스포츠 `96 프로야구 올스타전 (동군 VS 서군) 중계방송으로 인한 결방.
- 10월 22일 : KBS 스포츠 `96 프로야구 한국시리즈 5차전 (해태 VS 현대) 중계방송으로 인한 결방.

1997년
- 4월 1일 : <경제살리기 - 모두가 힘을 모을 때입니다.> 편성으로 인한 결방.
- 5월 21일 : 2002 한일 월드컵 유치 기념 한일 국가대표 중계방송으로 인한 결방.
- 5월 28일 : `98 프랑스 월드컵 축구 아시아 6조 예선전 (대한민국 VS 홍콩) 중계방송으로 인한 결방.
- 6월 25일 : <평화와 화합을 위한 갈라 콘서트> 편성으로 인한 결방.
- 10월 8일 : 제78회 전국 체육대회 개막식 중계방송으로 인한 결방.
- 10월 15일 : KBS 스포츠 `97 프로야구 플레이오프 4차전 (LG VS 삼성) 중계방송으로 인한 결방.
- 10월 22일 : KBS 스포츠 `97 프로야구 한국시리즈 3차전 (해태 VS LG) 중계방송으로 인한 결방.

1998년
- 1월 28일 : 설특집 <호랑이가 사라지고 있다> 편성으로 인한 결방.
- 5월 19일 : 월드컵 축구 대표팀 평가전 (대한민국 VS 자메이카) 중계방송으로 인한 결방.
- 11월 22일 : <한중 축구 경기전> 중계방송으로 인한 결방.
- 12월 27일 : 송년특집 <슈퍼TV 일요일은 즐거워> 편성으로 인한 결방.

1999년
- 1월 3일 : 신정특집 <발상전환 아이디어 천국> 편성으로 인한 결방.
- 2월 14일 : 설특집 <TV쇼 진품명품>과 설특집 <일요일은 즐거워> 편성으로 인한 결방.
- 3월 28일 : 축구 국가대표 친선경기 (대한민국 VS 브라질) 중계방송으로 인한 결방.
- 7월 25일 ~ 8월 1일 : 여름특집 편성으로 인한 결방.
- 9월 26일 : 추석특집 편성으로 인한 결방.

2003년
- 9월 9일 : 추석특집 <한가위 스타커플 총집합> 편성으로 인한 결방.
- 10월 21일 : KBS 스포츠 2003 한국시리즈 4차전 (현대 VS SK) 중계방송으로 인한 결방.

## 참고 사항
- 소방서, 119 안전센터, 119 지역대 등이 간판에 새겨져 있는 119 로고 제정에 기여하였으며, 구조공작차에 긴급구조 119 로고를 달았던 소방서가 있었다.

## 경쟁 프로그램
- 경찰청 사람들 (MBC TV)